# Uncle Josh’s Nightmare
Uncle Josh's Nightmare  ist ein US-amerikanischer Stummfilm aus dem Jahr 1900. Regie führte Edwin S. Porter. Der Film wurde von der Edison Manufacturing Company veröffentlicht und war der Auftakt zu einer Uncle-Josh-Reihe. 

## Handlung
Onkel Josh bettet sich zur Nachtruhe, dabei träumt er wie der Teufel mit ihm einigen Schabernack anstellt. Onkel Josh versucht sein Bestes, um ihn zu vertreiben. Dabei verschwinden sowohl der Teufel als auch sein Bett, um so schnell wie möglich wieder aufzutauchen.

## Hintergrundinformationen
Charles Manley arbeitete als Schauspieler im Ford Theatre, als der amerikanische Präsident Abraham Lincoln ermordet wurde. Der Film arbeitet mit einigen Stopp-Tricks um die Magie des Teufels darstellen zu können.
Uncle Josh wurde zu einer beliebten Figur, die mehrere Abenteuer erleben sollte. Edwin S. Porter führte auch bei den weiteren Filmen Regie.

## Die Fortsetzungen
- 1900: Uncle Josh in a Spooky Hotel
- 1902: Uncle Josh at the Moving Picture Show
- 1920: Uncle Josh buys a Car (Hörspiel)